# Jewgienija Ukołowa
Jewgienija Nikołajewna Ukołowa (rus. Евге́ния Никола́евна Уко́лова, ur. 17 maja 1989 w Moskwie) – rosyjska siatkarka plażowa. Obecnie startuje w parze z Jekateriną Birłową.

## Osiągnięcia
- Zwycięstwo w Uniwersjadzie (2013)[1].
- Srebrny medal Mistrzostw Europy (2015)[2].
- Najlepsze miejsca w World Tourze:
  - 1. miejsce: Klagenfurt 2012[3], Anapa 2013[4]
  - 2. miejsce: Bangsaen 2012
  - 3. miejsce: Phuket 2009, Wyspy Alandzkie 2012, Anapa 2014, Bloemfontein 2014
- Mistrzostwa Rosji:
  - 1. miejsce: 2007, 2008, 2011, 2012
  - 2. miejsce: 2010, 2013, 2014
  - 3. miejsce: 2009
- Zwycięstwo w otwartym Pucharze Rosji (2009), finał (2011).
- Miejsca na Igrzyskach Olimpijskich:
  - 2012: 9. miejsce (1/8 finał)[5]
- Miejsca na Mistrzostwach Świata:
  - 2009: 37. miejsce (faza grupowa)
  - 2011: 17. miejsce (1/16 finał)[6]
  - 2013: 9. miejsce (1/8 finał)
  - 2015: 9. miejsce (1/8 finał)[7]
- Mistrzostwo Europy U–23 (2008).
- Mistrzostwo Europy U–20 (2008).